# Virginia Slims of Florida 1991
Il Virginia Slims of Florida 1991 è stato un torneo femminile di tennis giocato sul cemento. È stata la 13ª edizione del torneo, che fa parte della categoria Tier I nell'ambito del WTA Tour 1991. Si è giocato a Boca Raton negli USA, dal 4 al 10 marzo 1991.

## Campionesse

### Singolare
Gabriela Sabatini ha battuto in finale  Steffi Graf con il punteggio di 6–4, 7–6

### Doppio
Larisa Neiland /  Nataša Zvereva hanno battuto in finale  Meredith McGrath /  Samantha Smith con il punteggio di 6–4, 7–6